# Davidiella macrospora
Davidiella macrospora är en svampart som först beskrevs av Heinrich Klebahn, och fick sitt nu gällande namn av Crous & U. Braun 2003. Davidiella macrospora ingår i släktet Davidiella och familjen Davidiellaceae.   Inga underarter finns listade i Catalogue of Life.